# Violette Wautier
Violette Wautier (tiếng Thái: วิโอเลต วอเทียร์, phiên âm: Vi-ô-lét Vo-thia, sinh ngày 10 tháng 10 năm 1993) còn có nghệ danh là Vee (วี), là một nữ ca sĩ và diễn viên người Thái Lan gốc Bỉ. Cô được biết đến qua cuộc thi The Voice Thái Lan mùa 2 (2013), sau đó cô bắt đầu đi hát và đóng phim. Cô đoạt giải "Nữ diễn viên phụ xuất sắc nhất" tại giải thưởng Suphannahong National Film Awards (2016) và phát hành album tiếng Anh Glitter and Smoke (2020).

## Tiểu sử
Violette Wautier sinh ngày 10/10/1993 tại Yokohama, Kanagawa, Nhật Bản. Cô là người Thái Lan gốc Bỉ. Mẹ là người Thái và bố là người Bỉ. Violette là con cả, cô có một em trai tên là Kan.
Violette thành thạo 3 thứ tiếng Thái, Anh và Pháp. Không chỉ hát hay, diễn tốt, cô còn biết chơi guitar, piano và sáng tác nhạc.

## Sự nghiệp
Năm 20 tuổi, Violette tham gia cuộc thi The Voice Thái Lan. Kể từ đó, cô bắt đầu thu âm các bản nhạc phim điện ảnh lẫn truyền hình, gặt hái nhiều giải thưởng trong cả hai lĩnh vực ca hát và diễn xuất.
Với khả năng đóng phim tự nhiên, Violette từng chiến thắng giải "Nữ diễn viên phụ xuất sắc nhất" tại sự kiện Suphannahong National Film Awards danh giá nhờ bộ phim Bắt cóc trái tim năm 2015.
Ca khúc ra mắt năm 2018 - "Smoke" đã giúp cô lập kỉ lục là nghệ sĩ solo người Thái sở hữu bài hát tiếng Anh nhiều view nhất trên YouTube (đạt hơn 60 triệu lượt xem). Bản hit này còn đứng đầu BXH 8 quốc gia như Thái Lan, Singapore, Malaysia
Violette bật mí Taylor Swift chính là người có sức ảnh hưởng lớn nhất, đồng thời cũng là thần tượng của mình. Theo đuổi dòng nhạc Pop thịnh hành, Violette không quên đa dạng hóa phong cách của mình, khi thì dịu dàng, nhẹ nhàng, lúc lại tươi tắn và sôi nổi. Hai single gần đây nhất cô xuất xưởng gồm "Brassac" và "I'd Do It Again" mang đậm style này. Cả hai single này đều góp mặt trong "Glitter And Smoke" - album đầu tay hoàn toàn bằng tiếng Anh mà "bông hồng lai" trình làng vào ngày 19 tháng 6.

## Âm nhạc

### Album
| Năm  | Tên Album         | Danh sách bài hát | Chi tiết |
| ---- | ----------------- | --- | --- |
| 2020 | Glitter and Smoke | Danh sách bài hát 1. Smoke 2. Brassac 3. We own this world 4. Drive 5. Cool (cùng SYPS) 6. Love and money 7. Unstoppably (cùng Max Jwnmana) 8. I'd do it again 9. All that i can do                                                                                               | - Album quốc tế - Ngày phát hành: 18 tháng 6 năm 2020 - Định dạng: CD, Tải xuống kỹ thuật số, phát trực tuyến - Hãng: Universal Music Thái Lan |
| 2022 | Your Girl         | Danh sách bài hát 1. ระวังเสียใจ (Warning) 2. Toxic 3. ไม่อยากคุย (Taxi) 4. ยื้อเพื่อ? (Be Honest) 5. โลกร้าย (Sick) (cùng Patrickananda) 6. อย่าใจร้ายกับตัวเอง (It's Okay) 7. กักตัว (Quarantine) 8. This is our life (cùng Zom Marie) 9. จินตนาการ (Imagine) 10. ตั้งแต่มีเธอฉันมีความสุข (This Time) | - Ngày phát hành: 31 tháng 10 năm 2022 - Định dạng: CD, tải xuống kỹ thuật số, phát trực tuyến - Hãng: Universal Music Thái Lan                |

### MV
| Năm             | Tên bài hát                   |  | Album             |
| --------------- | ----------------------------- |  | ----------------- |
| 2015            | อยากฟัง (Whisper)              |  |                   |
| 2017            | ก็แค่ไม่มีฉัน                      |  |                   |
| 2017            | ไม่เป็นไร...เข้าใจ (Goodbye)     |  |                   |
| 2021            | กักตัว                          |  | Your Girl         |
| 2021            | ตั้งแต่มีเธอฉันมีความสุข (This Time) |  | Your Girl         |
| 2021            | ดูดฝุ่น (home) (Cùng Morvasu)    |  |                   |
| 2022            | จินตนาการ (IMAGINE)            |  | Your Girl         |
| 2022            | ระวังเสียใจ (Warning)           |  | Your Girl         |
| Đĩa đơn quốc tế |                               |  |                   |
| 2018            | Drive                         |  | Glitter and Smoke |
| 2018            | Smoke                         |  | Glitter and Smoke |
| 2020            | "Monster                      |  |                   |
| 2020            | Brassac                       |  | Glitter and Smoke |
| 2020            | I'd Do It Again               |  | Glitter and Smoke |
| 2021            | "กักตัว" (Quarantine)           |  |                   |

## Các phim đã tham gia

### Phim điện ảnh
| Năm  | Tên gốc          | Vai  | Đài     | Ghi chú  |
| ---- | ---------------- | ---- | ------- | -------- |
| 2014 | Scene 37         |      |         |          |
| 2014 | The Swimmers     | Mint | Netflix | Nữ phụ   |
| 2015 | Heart Attack     | Je   |         | Nữ phụ   |
| 2016 | Lost in Blue     | Pim  |         | Nữ chính |
| 2016 | A Gift           | Pang |         | Nữ chính |
| 2017 | Heartbeat        |      |         | Nữ chính |
| 2017 | Die Tomorrow     | Lek  |         | Nữ chính |
| 2021 | One for the Road | Prim | Netflix | Nữ phụ   |
| 2022 | Faces of Anne    | Anne |         | Nữ chính |

### Phim truyền hình
| Năm  | Tên gốc                                         | Vai trò | Đài      | Ghi chú  |
| ---- | ----------------------------------------------- | ------- | -------- | -------- |
| 2016 | O-Negative                                      | Prim    | GMM 25   | Nữ chính |
| 2018 | Club Friday The Series 10: Ruk Rao Mai Tao Garn | Jah     | GMM 25   | Nữ chính |
| 2019 | Endless Love                                    | Min     | GMM 25   | Nữ chính |
| 2021 | Blackout                                        | Mew     | AIS PLAY | Nữ chính |
|      | Tomorrow and i                                  |         | Netflix  | Nữ chính |

## Giải thưởng
- 2015: Thai International Female Singer Award from Siam Star Awards.
- The 25th Suphannahong National Film Awards for Best Supporting Actress from a Freelance Film.
- The 6th Thai Film Director Association Award for Best Supporting Actress from Freelance Movies.. Do not sick, do not rest, do not love doctors.
- Award Sharp Award for the 13th Best Supporting Actress from the movie Free Lance.. I do not care, do not love, do not stay.
- Thai Film Awards 24th Entertainment Critics Club, Best Supporting Actor from a Freelance Film.. Do not get sick, do not rest, do not love doctors.